# Clyde Caruana
Clyde Caruana (né le 21 février 1985) est un homme politique maltais du Parti travailliste, ministre des Finances et de l'Emploi depuis novembre 2020.

## Biographie
Caruana obtient une licence en commerce de l'Université de Malte en 2002.
Il travaille comme statisticien au sein du Bureau national des statistiques de Malte entre 2007 et 2012, période au cours de laquelle il obtient également une maîtrise en économie à l'Université de Malte en 2009. Il est depuis professeur invité en économie à la même université, avec une spécialisation en Protection sociale,,.
Caruana est également maire de Żabbar entre 2006 et 2009. Il ne se représente pas lors des élections du conseil local de 2009.
Après avoir quitté le Bureau des statistiques, Caruana travaille en 2012-2013 comme consultant pour le Syndicat général des travailleurs de Malte. À la suite de la victoire électorale du Parti travailliste en 2013, Caruana est nommé président de la Société pour l'emploi et la formation de Malte, rebaptisée plus tard Jobsplus, qu'il dirige jusqu'en 2020,.
Caruana est choisi par le Premier ministre maltais Robert Abela pour occuper le poste de chef de cabinet en janvier 2020. Il succède à Keith Schembri, qui démissionne à la suite des manifestations maltaises de 2019-2020 liées à l'assassinat de Daphne Caruana Galizia, et à Mark Farrugia, qui a temporairement occupé ce poste en décembre 2019.
Caruana est coopté au parlement maltais en octobre 2020, avec l'ancienne députée européenne Miriam Dalli, suite aux démissions de l'ancien Premier ministre Joseph Muscat et du député Etienne Grech. Caruana est nommé ministre des Finances et de l’Emploi en novembre 2020.